# Аль-Хасани, Таджеддин
Таджеддин аль-Хасани (араб. تاج الدين الحسني‎; 1885, Дамаск, Османская империя — 17 января 1943, Дамаск, Подмандатная Сирия) — сирийский политический деятель, и.о. главы государства (1928—1931), президент Сирии (1941—1943).

## Биография
Родился и вырос в религиозной семье. Его отец Бадер аль-Дин аль-Хасани был одним из наиболее уважаемых исламских учёных конца 19-го века.
Обучался исламскому богословию и в 1905 году стал личным помощником отца.
В 1916 году он стал главным редактором ежедневной газеты «Аш-Шарк» (Восток), издававшейся пашой Джамалом, османским губернатором Сирии.
В 1918 году отец отправил его на личный прием к королю Фейсалу I, первому постосманскому правителю Сирии, чтобы рассказать об условиях и потребностях мусульманских учреждений в Сирии. Король был впечатлен красноречием аль-Хасани, и в марте 1920 года назначил его Директором Королевского Дворца. Однако в июле 1920 года он участвовал в смещении Фейсала французскими колонизаторами. После этого он отправился в Париж и установил с французским правительством секретные отношения, чтобы продвигать свою политическую карьеру.
В 1928—1931 годах — премьер-министр, и.о. президента. Однако, все свои действия и решения он должен был согласовывать с французским Верховным комиссаром в Бейруте. За это время под его руководством сменилось три состава кабинета, правительство сотрясали коррупционные скандалы. Оппозиция из Национального блока обвиняла его в подделке избирательных бюллетеней.
В 1932 году в результате усилившегося антиколониального давления французские власти дистанцировались от выборов, и без их поддержки аль-Хасани выборы проиграл.
Однако в 1934 году французы убедили президента Мухаммада Али Бей аль-Абида назначить аль-Хасани премьер-министром. В стране вспыхнули акции протеста, которые охватили практически все города Сирии. Демонстранты обвиняли его в измене и скандировали оскорбительные лозунги. Национальный Блок, главный противник аль-Хасани, организовал общенациональную забастовку, которая продолжалась в течение шестидесяти дней, требуя его отставки и независимости Сирии. В ответ сотни протестующих были арестованы и высланы в отдаленные тюрьмы на сирийско-турецкой границе. Были задержаны многие активисты Национального блока. Однако происходящее напугало французские власти и в феврале 1936 года аль-Хасани был отправлен в отставку.
Экс-премьер-министр оставался на обочине политической жизни до 1941 года. После разгрома Национального блока в результате англо-французской интервенции 12 сентября 1941 года генерал Шарль де Голль назначил его президентом Сирии. Он был обязан оказывать поддержку националистическому движению и предоставлять помощь военным действиям Франции в Европе. В результате аль-Хасани был вынужден повысить налоги и цену на хлеб, тем самым настроив против себя население. Однако де Голль поддерживал своего протеже, официально признав независимость Сирии 27 сентября 1941 года и обещая полную эвакуацию французских войск после окончания военных действий в Европе.
Франция получила право сохранить военные базы по всей стране и получить экономические, финансовые, и политические привилегии в Сирии. Аль-Хасани попытался дистанцироваться от французского влияния и начал оказывать поддержку членам Национального Блока. Он также попытался убедить французов восстановить демократически избранный Парламент 1936—1939 гг., но его усилия оказались тщетными.
17 января 1943 года аль-Хасани скоропостижно скончался.